# Рошано (Пезаро и Урбино)
Рошано (итал. Rosciano) је насеље у Италији у округу Пезаро и Урбино, региону Марке.
Према процени из 2011. у насељу је живело 1576 становника. Насеље се налази на надморској висини од 26 м.